# Piper (efternamn)
Piper är ett efternamn med ursprung i Tyskland, Frankrike, England och Skandinaiven. Det kommer av latinets 'pipa', och fornnordiska/fornengelska pipari, som båda betyder flöjt, och kan i sin tur kan härledas till långpeppar på Indoariska språk (forngrekiska och sanskrit).  I Sverige bärs det bland annat av en adelsätt, se vidare Piper (släkt). Offentlig statistik uppger att den 31 december 2018 var 96 personer med efternamnet Piper folkbokförda i Sverige.

## Personer med efternamnet Piper
- Adolf Ludvig Piper (1750–1795), hovman
- Adrian Piper (född 1948), amerikansk konceptkonstnär och filosof
- Alfred Piper (1834–1910), överhovstallmästare och politiker
- Alfred Piper (apotekare) (1823–1900), dansk apotekare
- Billie Piper (född 1982), brittisk sångerska och skådespelare
- Carl Piper (1647–1716), ämbetsman, stamfar till svenska grevliga ätten Piper
- Carl Piper (1946–2023), godsägare
- Carl Edward Wilhelm Piper (1820–1891), diplomat
- Carl Fredrik Piper (1700–1770), ämbetsman
- Carl Fredrik Piper (1785–1859)
- Carl Gustaf Piper (1737–1803),  överkammarherre, godsägare
- Charles Piper (1818–1902), kammarherre, diplomat och politiker
- Charles Vancouver Piper (1867–1926), kanadensisk botanist
- Cherie Piper (född 1981), kanadensisk ishockeyspelare
- Christina Piper (1673–1752), företagsledare och entreprenör
- David Piper  (född 1930), brittisk racerförare
- Desmond Piper (född 1941), australisk landhockeyspelare
- Donald Piper (1911–1963), amerikansk basketspelare
- Elisabet Piper (1811–1879), hovfunktionär
- Elisabet Charlotta Piper (1787–1860), hovfunktionär
- Emil Piper (1856–1928), dansk politiker och godsägare
- Erik Piper  (1868–1930), kammarherre och rikshärold
- Fredrik Magnus Piper (1746–1824), landskapsarkitekt och hovintendent
- Fritz Piper (1807–1897), hovstallmästare och politiker
- Gustaf Abraham Piper (1692–1761), militär och landshövding
- Hedda Piper (1746–1812), hovfunktionär
- Katie Piper (född 1983), brittisk skribent, programledare, fotomodell och filantrop
- Peter Bernhard Piper (1723–1799), svensk militär
- Randy Piper (född 1953), amerikansk gitarrist
- Sophie Piper (1757–1816), svensk hovdam
- Stina Piper (1734–1800), svensk godsförvaltare
- William Adam Piper (1826–1899), amerikansk politiker